# Fii cu ochii pe fericire
Fii cu ochii pe fericire este un film românesc din 1999 regizat de Alexandru Maftei. Rolurile principale au fost interpretate de actorii Dragoș Pâslaru, Dan Condurache, Dorel Vișan.

## Distribuție
Distribuția filmului este alcătuită din:
- Radu Gabrea — Mayer
- Ion Chelaru — Jan
- Șerban Pavlu
- Dorel Vișan — Marin
- Claudiu Istodor
- Mircea Diaconu — Titi
- Horațiu Mălăele
- Andrei Finți — Radu
- Mihai Gruia Sandu — Călin
- Gheorghe Șimonca
- Marius Florea Vizante — Florentin
- Tora Vasilescu — Marcela
- Mirela Gorea — Vivi
- Lucian Georgescu
- Șerban Ionescu — Victor
- Medeea Marinescu — Mihaela
- Varvara Ștefănescu
- Dinu Manolache — Petru
- Vasile Toma
- Dragoș Pâslaru — Mihai
- Dan Condurache — Biță
- Mihai Dinvale — Eugen
- Monica Ghiuță — Mama lui Mihai
- Marcel Iureș — Pitulice
- Dumitru Chesa
- Lucian Pavel
- Maria Ploae — Alina
- Valeria Sitaru
- Gabriel Spahiu